# .44 Henry

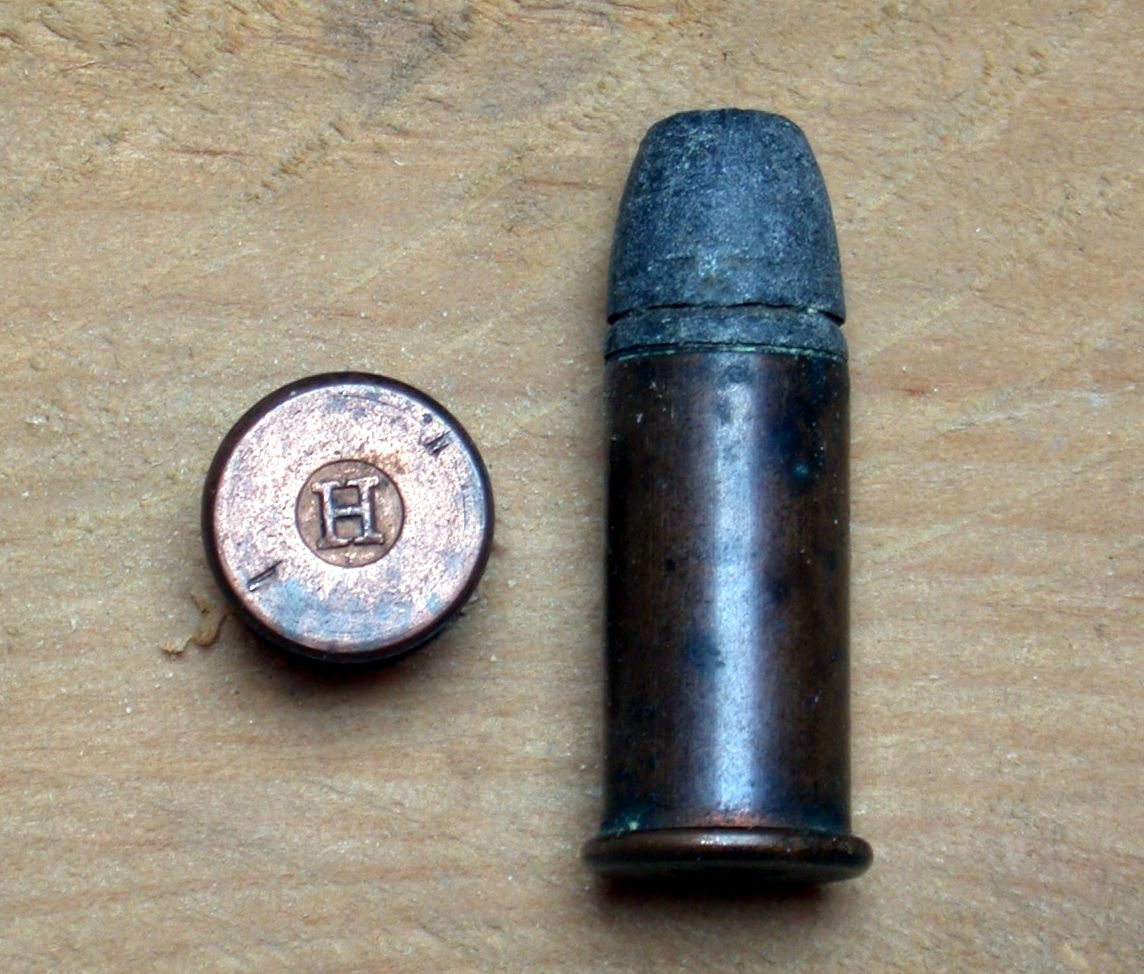
Cartouche .44-Henry-Flat

La cartouche .44 Henry à percussion annulaire comprend un étui de cuivre (ultérieurement en laiton), contenant entre 26 et 28 grains (1,68 à 1,81 g) de poudre noire, qui propulsent une balle Minié (plomb) de calibre nominal .44 (11,17 mm), pesant 216 grains (14 g)
Elle a été employée notamment dans le fusil Henry, la Winchester 1866 et des Revolvers comme des conversions Remington et le Colt .44 Open Top.
La cartouche .44-40 WCF, plus puissante et plus fiable, lui succéda en 1873.